# Синий Дол
Синий Дол — урочище в районе Восточного вулканического пояса Камчатки у южной границы Кроноцкого заповедника.

## Описание
Расположено южнее вулкана Тауншиц, примыкает к кальдере вулкана Узон с юго-западной стороны.
Размер плато Синий дол 8*10 км. Располагается на высоте 900—1000 метров над уровнем моря.
Около 20 тысяч лет назад на этой территории был ледник, в процессе таяния которого образовались бессточные озёра, занимающие котловины территории Синего дола. Ландшафт представлен холмами, ложбинами, моренными грядами. Рек и ручьёв в урочище нет.